# Прешерноведение
Прешерноведение — раздел литературоведения и истории литературы, посвящённый творчеству и жизнеописанию словенского поэта Франце Прешерна. Исследователи жизни и творчества Прешерна называются прешерноведами.
Наиболее известные прешерноведы:
- Станко Бунц (1907—1969)
- Бартоломео Кальви
- Генри Купер (1946-)
- Игор Грдина (1965-)
- Павел Грошель (1883—1940)
- Миран Хладник (1954-)
- Йоже Кастелиц
- Франце Кидрич (1880—1950)
- Янко Кос (1931-)
- Фран Левстик (1831—1887)
- Коля Мичьевич
- Миха Наглич (1952-)
- Антон Овен (1905—1942)
- Перо Пайк (1908—1932)
- Борис Патерну (1926-)
- Лука Пинтар (1857—1915)
- Август Пирьевец (1887—1943)
- Йосип Пунтар (1884—1937)
- Антон Слодняк (1899—1983)
- Петер Шербер (1939-)
- Йосип Томиншек (1872—1954)
- Чртомир Зорец (1907—1991)
- Томо Зупан (1839—1937)
- Август Жигон (1877—1941)